# Jean-Gabriel Gallot
Jean-Gabriel Gallot est un homme politique français né le 3 septembre 1744 à Saint-Maurice-le-Girard (Vendée) et décédé le 4 juin 1794 à La Rochelle (Charente-Maritime).

## Biographie
Médecin, membre de l'assemblée provinciale de 1787, il est député du tiers état aux États généraux de 1789 pour la sénéchaussée du Poitou, siégeant avec la majorité réformatrice. En septembre 1791, il devient administrateur du département et à ce titre il a du affronter la révolte des vendéens contre le pouvoir : révolte qui l'a décontenancé. accusé par le pouvoir de ne pas avoir su anticiper les événements et de ne pas avoir assez "maté" les insurgés, il fut destitué de sa charge et s'est alors réfugié à la Rochelle où il a été affecté à un poste de médecin..(cf le livre de Louis Merle : "la vie et les œuvres de JG Gallot" et le livre d'Alain Gérard, historien, "Gallot, un homme des Lumières victime des terroristes")
Son fils, Moyse-André Gallot (1782-1841), est député de la Charente-Maritime de 1827 à 1831.

## Sources
- « Jean-Gabriel Gallot », dans Adolphe Robert et Gaston Cougny, Dictionnaire des parlementaires français, Edgar Bourloton, 1889-1891 [détail de l’édition]